# Владимировка (Володарский район)
Владимировка (укр. Володимирівка) — село, входит в Володарский район Киевской области Украины.
Население по переписи 2001 года составляло 67 человек. Почтовый индекс — 09300. Телефонный код — .

## Местный совет
09313, Київська обл., Володарський р-н, с.Рубченки, вул.Плугатаря,1  (укр.)